# إلهة الثعابين المينوسية
إلهة الثعابين المينوسية (بالإنجليزية: Minoan snake goddess) هي واحدة من المقدسات التي رافقت عبادة الثعابين. يطلقون عليها ربة البيت نظرا لأن الثعبان تحمي البيت من الحيوانات والحشرات الضارة، وقد ارتبط هذا بازدهار البيت المينوسي، وضرورة حمايته من الحيوانات والحشرات المتطفلة. ولكن الثعبان رمز لربة العالم السفلي أيضا، وهكذا فإن إلهة الثعابين مرتبطة بالمظاهر المتعلقة بأعماق الأرض أو ما يسميه الإغريق الثونيك (بالإنجليزية: chthonic) أي كل ما يكون في باطن الأرض من أحياء. وقد حاول الباحثون أن يجدوا ما يوازي هذا في الديانة المصرية، فربطوا بين إلهة الثعابين والربة المصرية لدلتا النيل. ومن هذه الزاوية فإن إلهة الثعابين كانت شكلا لروح سفلية، لها أهمية في الحفاظ على البيت. ويذهب بعض الباحثين إلى أن الشكل الأرضي الثونيكي إشارة إلى الأم الكبرى. أما في العصر الحديث فتطرح من جديد الوظائف التي تقوم بها إلهة الثعابين. ففي كريت لا وجود آثاري يدل على دورها في المنزل، وليس هناك ما يدعم المظاهر الثونيكية.

## اللقى الآثارية
عثر على وعاء صغير من الفترة السابقة على فترة بناء القصور، على شكل تمثال أنثوي بذيل أفعی حول جسدها وجد في كوماسا من بين أشياء وجدت في بعض القبور. ولكن التماثيل الشعائرية الأخرى للربة الأفعى وجدت في مستودعات قصر كنوسوس وفي المعابد العامة في عدة أماكن، حيث عبدت فيها. وهناك تمثال لربة أفعى من العاج والذهب في متحف بوسطن، وتمثال برونزي لربة بذيل الأفاعي في متحف برلين، ولكن لم يتحدد الإطار التاريخي لها. ويعود التمثال الفخاري الشهير للربة الأفعى في كنوسوس إلى فترة بناء القصورالجديدة (1600 قبل الميلاد تقريبا).
وإلى جانب الوظيفة الشعائرية، هناك نماذج كثيرة رائعة على نمط الفن المينوسي بساته السائدة، كالروعة والنزعة الواقعية الطبيعية. فالتماثيل يمثلن سيدات قصر، يرتدين الثياب المينوسية النموذجية بقميص طويل وبصدرية مفتوحة.
وتزحف الأفاعي حول جسم الربة، وتظهر أيضا في كل يد من يديها. وتفسر هذه التماثيل الصغيرة بأنها الربة وتابعتها أو ابنتها، الربة الأم مع ابنتها، أو أتباع الربة من البشر، كما أن الربة أيضا تمثلها دائما النساء. وهذه التماثيل التي تتعلق بالربة الأفعى جاءت من معابد المرحلة التي تلت بناء القصور (1400- 1100 ق. م). وهي مصنوعة من مواد رخيصة - من الفخار - ولها وضع معين وهي أن ترفع يديها وفق الطريقة التي كانت شائعة في تلك الفترة.

## رمزية الأفعى
أما الرمز، أي الأفعی، فإنه عادة مختلط مع إشارات مقدسة كالقرون أو الطيور. إن هذه الأشكال للربة الأفعى والأشياء المعبودة الأخرى، من أمثال ما يسمى أنابيب الأفعى والأوعية ذات الثقوب المزينة بالأفعى، توضح عبادة الربة الأفعى في كريت خلال بعض المراحل. ويبدو أن هذه العبادة ظهرت من العصر المينوسي القديم جدا، المقتبس من النظام المعتقدي المصري، ولكن هناك تأثير كبير أيضا للشرق الأدنى. في الميثولوجيا المصرية كانت الأفعى تجسيدا للربة كيبيخيت، التي ترمز إلى التطهر بالماء في العبادة الجنائزية، فتكون الأفعى حامية للفراعنة بعد موتهم. وفي التقاليد الأدبية السومرية والبابلية القديمة كانت الأفعى مخلوقا حكيما وخبيرة بالأعشاب العلاجية المذهلة لإعادة الشباب الأبدي والخلود. وهذه الفكرة نفسها نجدها في الأسطورة الكريتية التي تدور عن غلوكوس (بالإنجليزية: Glaukos)، حيث تعرف الأفعى العشبة التي تحقق الولادة الثانية والبعث.

## عبادة الربة الأفعى
إنَّ عبادة الربة الأفعى كانت في مضمونها بعثا أو تجديدا للحياة. وقد ازدهرت هذه العبادة في كنوسوس لفترة ما بعد بناء القصور وفترة ما بعد قيام المعابد الشعبية.
من المؤكد أن أصنام كنوسوس، المصنوعة بمستوى فني رفيع، ذات وظيفة هامة في الديانة المينوسية. فلا بد أن يؤخذ بعين الاعتبار أن مواد الربات الأفعى في العصر الجديد لبناء القصور تأخذ الرمز المصري لتجديد الحياة، ولهذا السبب استخدمت في المراسيم الجنائزية وفي المعابد.
كما عبدت في المعابد الشعبية. وقد تأثرت الأشياء الشعائرية بالثقافة الميسينية. وقد كان لطريقتها في عبادة الأفعى أهمية كبرى في النظام المعتقدي لكل الإقليم الإيجي في ذلك الوقت. وقد وجدت نماذج الفخار التي ترسم الأفاعي في المركز التعبدي لمسينا، وتظهر الأفاعي بين زخرف الأوعية المعدة للشعيرة الجنائزية في المقابر الميسينية المتأخرة في البر الرئيسي وفي جزر: رودوس وكوس وقبرص. اتخذ رمز الربة الأفعى المينوسية أو الروح الثونيكية سمات مختلفة كثيرة في الميثولوجيا اليونانية. فللأفعى دور في حماية درع أثينا، فهو يمثل القوة الثونيكية المرتبطة بالأم الأرض. وهي الميزة التي يتمتع بها أسكلوبيوس وبالأخص بسبب معرفة العشبة التي تعيد الحياة والبعث وتضمن الخلود، وباختصار إنها رمز لقوة الله الفوق طبيعية. وبالمقابل نجد هناك أوجها سلبية للأفعى فهي الموت والانتقام. إنها مثل بقية المخلوقات الأسطورية.

## معرض الصور

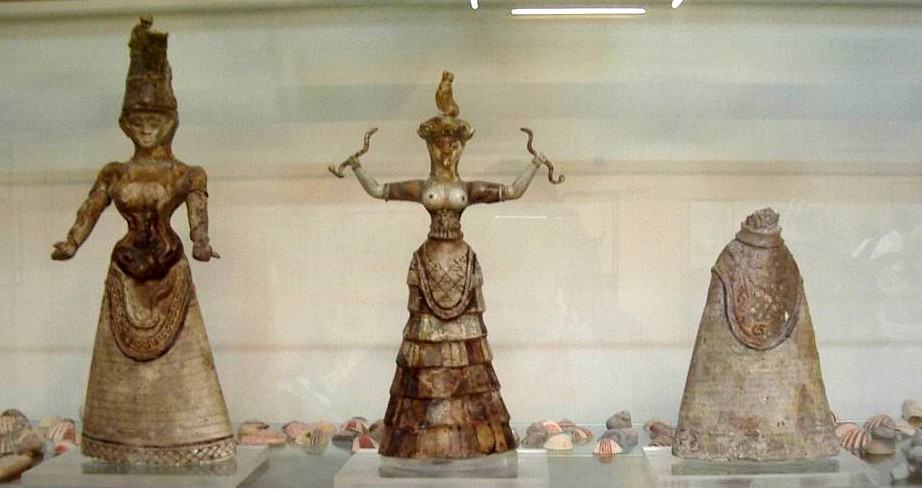
الربة الأفعى المينوسية، 1600 قبل الميلاد، المتحف الأثري، هيراكليون، كريت
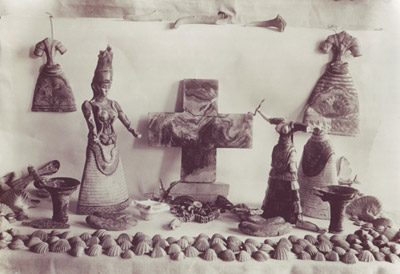
كائنات من مستودعات المعبد (كنوسوس) بعد اكتشافها في عام 1903
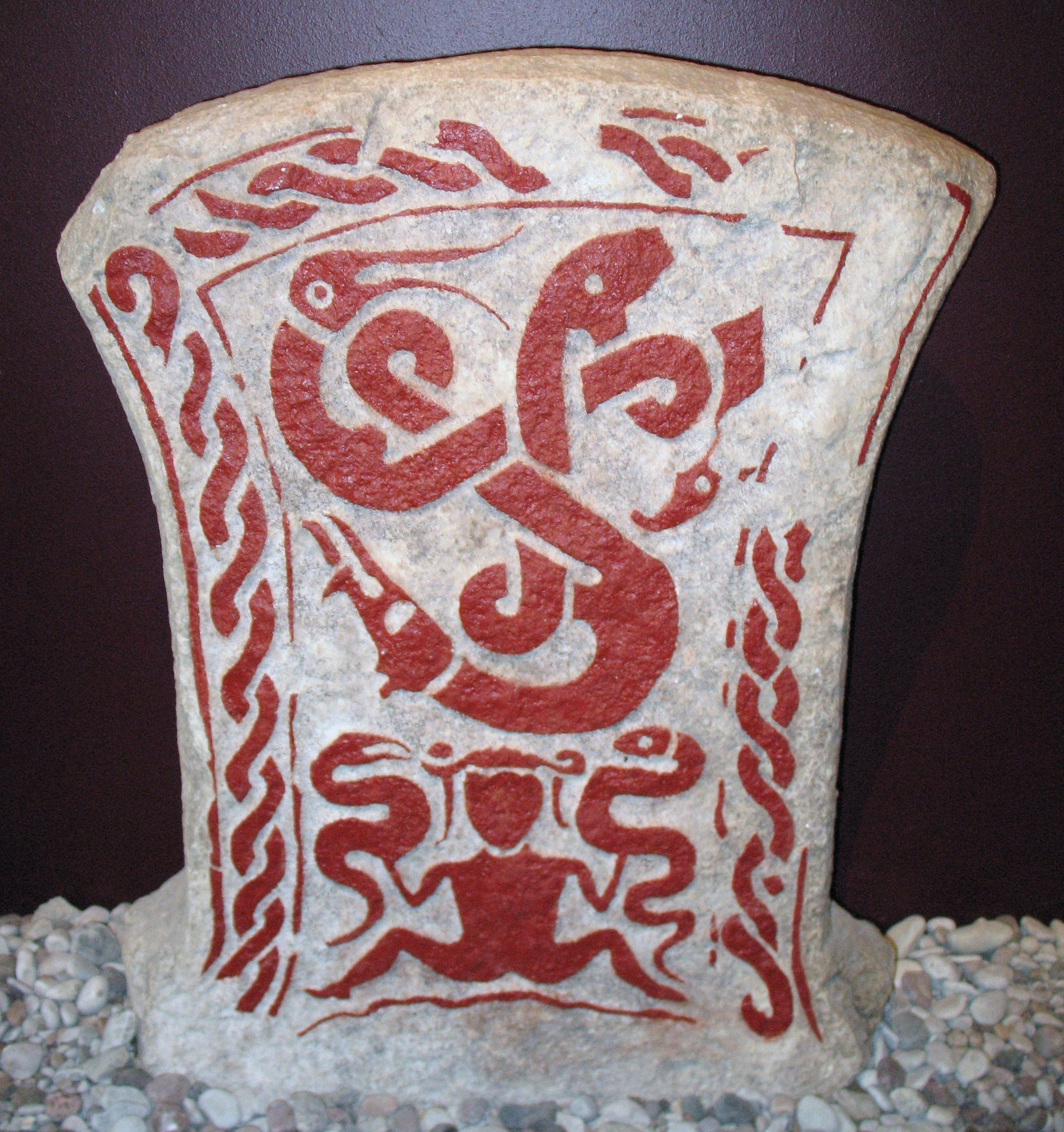
امرأة (من المحتمل أن تكون إلهة) تمسك ثعابين بكلتا يديها، من غوتلاند، السويد
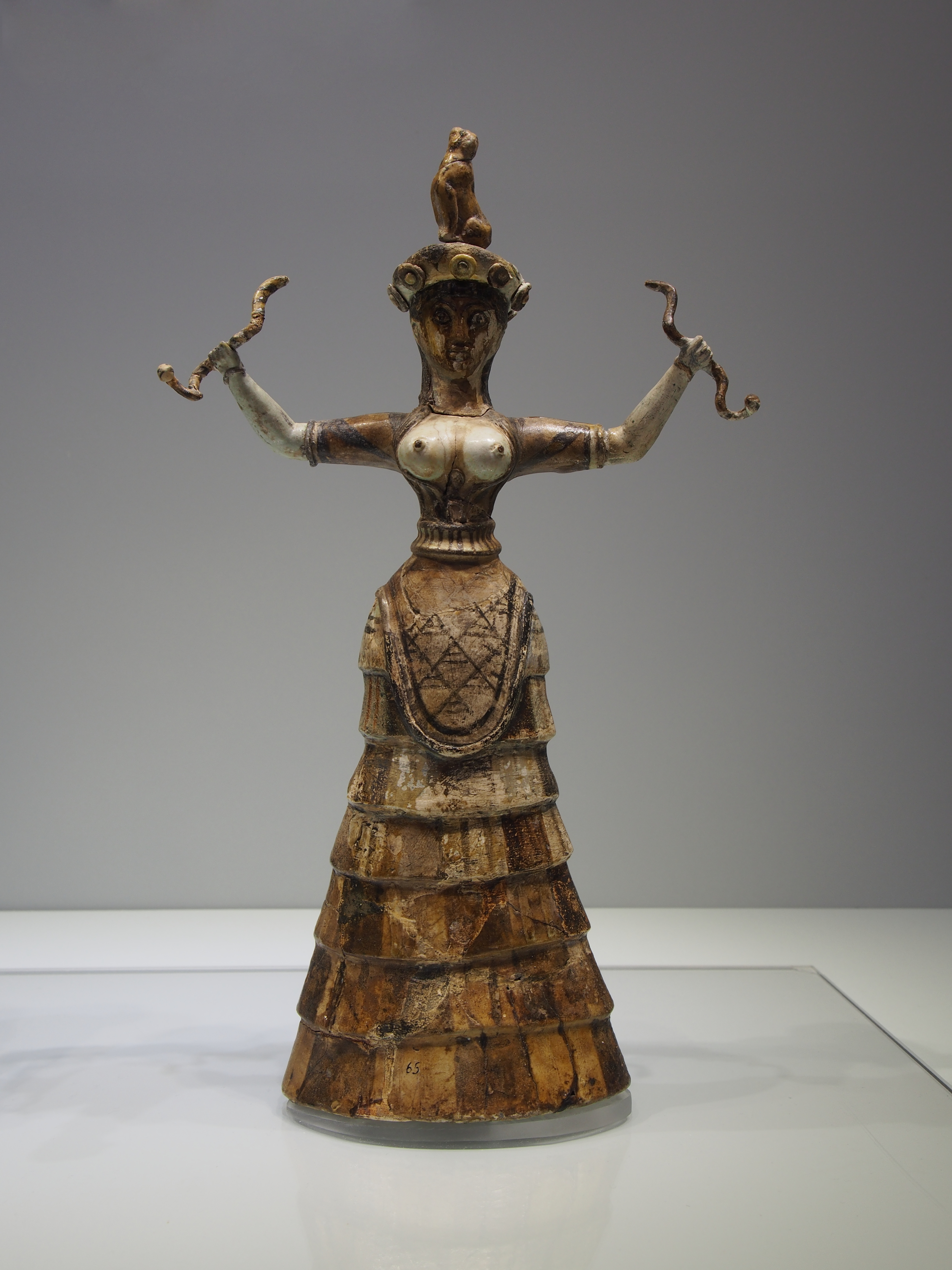
"الإلهة الأفعى"، من قصر كنوسوس. متحف هيراكليون الأثري